# Mamoudzou
Mamoudzou er hovedby i departementet Mayotte.